# Regierungsbezirk Zichenau

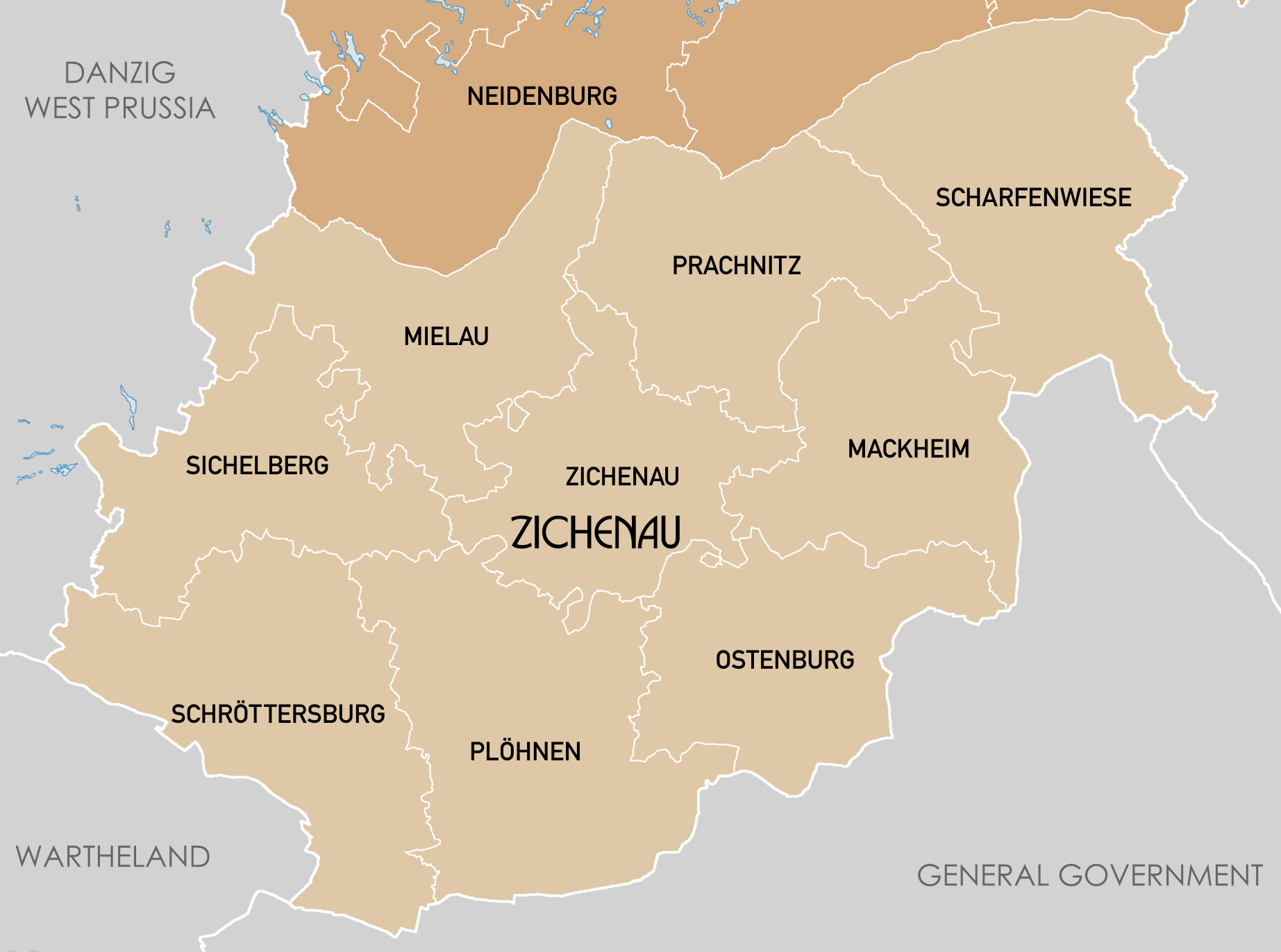
Regierungsbezirk Zichenau, 1944

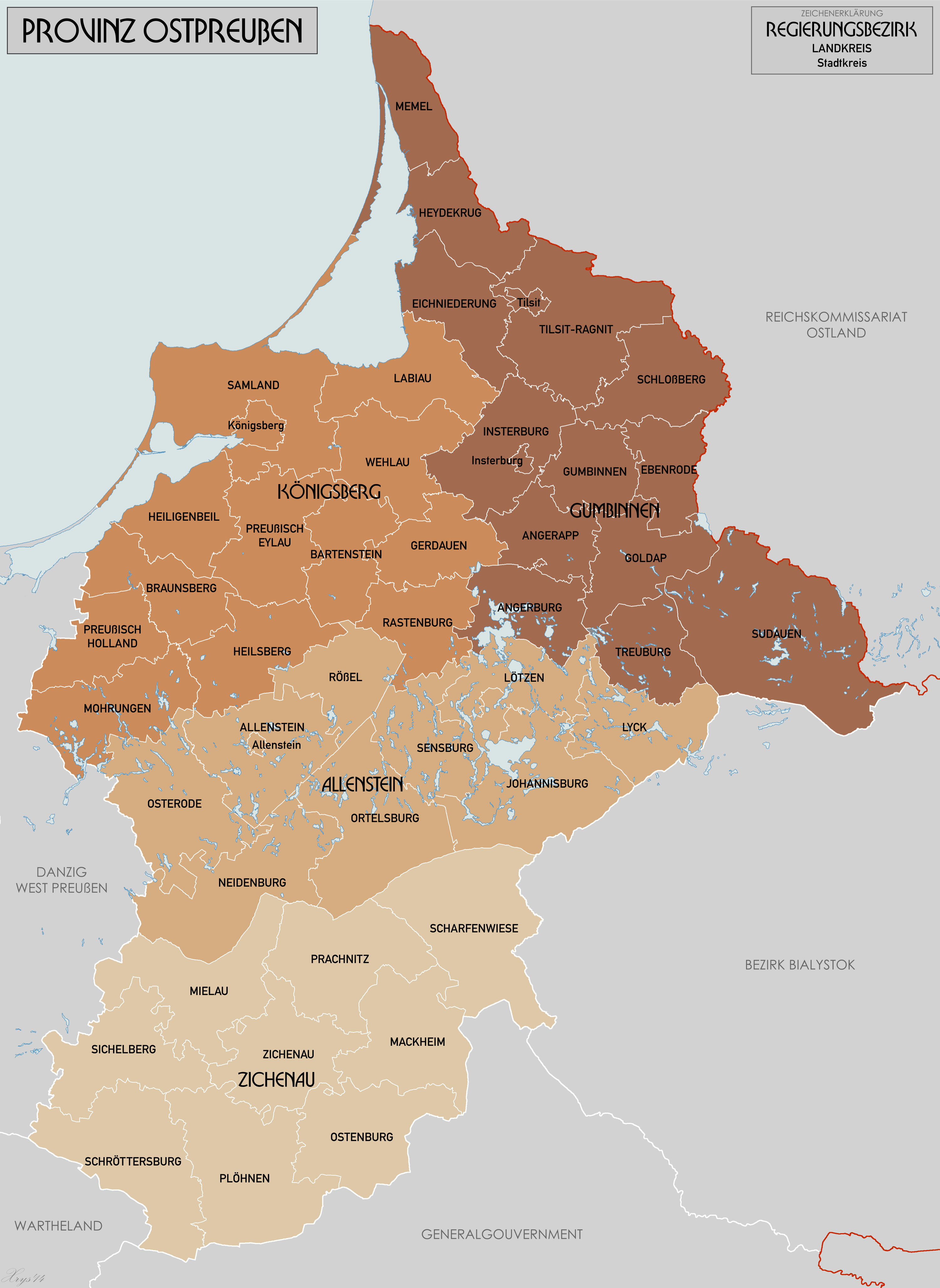
Verwaltungsgliederung der Provinz Ostpreußen bis 1945

Der Regierungsbezirk Zichenau (polnisch Ciechanów) war ein nach der deutschen Besetzung Polens 1939 gebildeter und völkerrechtswidrig der preußischen Provinz Ostpreußen angegliederter Regierungsbezirk im Deutschen Reich. Er umfasste ein Territorium von 13.186,4 km² und hatte eine Bevölkerung von ca. 895.000 Einwohnern. Hiervon waren 800.000 polnischer, 80.000 jüdischer und 15.000 deutscher Herkunft. Mit der Besetzung durch die Rote Armee endete die Existenz des Regierungsbezirks Zichenau, dessen Gebiet wieder an Polen fiel.

## Verwaltungsgliederung
Der Regierungsbezirk gliederte sich in folgende Landkreise:
1. Landkreis Mackeim (Maków Mazowiecki, dann zunächst Makow)
2. Landkreis Mielau (Mława, dann zunächst Mlawa)
3. Landkreis Ostenburg (Pułtusk, dann zunächst Pultusk)
4. Landkreis Plöhnen (Płońsk, dann zunächst Plonsk)
5. Landkreis Praschnitz (Przasnysz)
6. Landkreis Scharfenwiese (Ostrołęka, dann zunächst Ostrolenka)
7. Landkreis Schröttersburg (Płock, dann zunächst Plock)
8. Landkreis Sichelberg (Sierpc, dann zunächst Schirps)
9. Landkreis Zichenau (Ciechanów)

## Personen

### Regierungspräsidenten
1939–1940: Hermann Bethke (kommissarisch)
1940–1941: Paul Dargel
1941–1945: Clemens Roßbach (vertretungsweise)

### Chef der Zivilverwaltung (CdZ)
Bis zur Aufnahme der regulären Verwaltung war im Jahr 1939 Heinz Jost Chef der Zivilverwaltung z. b. V.

## Wirtschaft
Wichtigster Industriezweig war die Zuckerindustrie mit fünf Zuckerfabriken innerhalb des Regierungsbezirks. Verbreitet waren auch Ziegeleien, Mühlenindustrie und Sägewerke. Es gab eine Werft mit Gießerei, eine Landmaschinen- und Wagenbaufabrik. Im Übrigen war das Land eher agrarisch geprägt.